# 가이다역
가이다역(일본어: 貝田駅)은 일본 후쿠시마현 다테군 구니미정에 있는 동일본 여객철도 도호쿠 본선의 역이다. 상대식 승강장 2면 2선의 구조를 지닌 지상역이며, 후쿠시마 역 관리의 무인역이다.

## 타는 곳
| 1 | ■ 도호쿠 본선 | (상행) | 후쿠시마 · 고리야마 · 구로이소 방면 |
| 2 | ■ 도호쿠 본선 | (하행) | 시로이시 · 이와누마 · 센다이 방면   |

## 역 주변
- ENEOS
- 도호쿠 자동차도 구니미 SA
- 국도 제4호선

## 인접 정차역
| 도호쿠 본선          | 도호쿠 본선   | 도호쿠 본선        |
| -------------------- | ------------- | ------------------ |
| 후지타 후쿠시마 방면 | ■ 도호쿠 본선 | 고스고 센다이 방면 |